# Гарибальди, Анита
Анита Гарибальди (порт. Anita Garibaldi, полное имя — Анна Мария ди Жесус Рибейру, Ana Maria de Jesus Ribeiro, 30 августа 1821 — 4 августа 1849) — бразильско-итальянская революционерка, жена и соратница Джузеппе Гарибальди.

## Биография

### Ранняя жизнь
Анна Мария «Анита» ди Жесус Рибейру родилась в бедной семье выходцев из португальских Азорских островов, живших в южном бразильском штате Санта-Катарина, за год до провозглашения независимости этой страны от Португалии. Её родители занимались разведением скота и рыболовством. В 1835 году, в возрасте четырнадцати лет, Анита была вынуждена выйти замуж за Мануэля Дуарте Агира.

### Жизнь с Джузеппе Гарибальди
Джузеппе Гарибальди бежал в Бразилию в 1836 году и воевал во время освободительной войны южноамериканской республики Риу-Гранди, более известной как война Фаррапус. Когда молодой Гарибальди впервые увидел Аниту, он мог только шепнуть ей: «Ты должна быть моей». Она присоединилась к Гарибальди на его корабле «Риу-Парду» в октябре 1839 года. Через месяц она получила боевое крещение в битвах около Имбитубы и Лагуны, сражаясь на стороне своего возлюбленного.
В 1841 году пара переехала в столицу Уругвая Монтевидео, где Джузеппе Гарибальди работал торговцем и учителем, прежде чем принял командование уругвайским флотом в 1842 году и создал «Итальянский Легион» для войны против аргентинского диктатора Хуана Мануэля де Росаса. В 1847 году Анита приняла участие в обороне Монтевидео от войск бывшего уругвайского диктатора Мануэля Орибе и его аргентинского союзника Росаса.
Анита и Джузеппе поженились 26 марта 1842 года в Монтевидео.

### Смерть
Анита Гарибальди вместе с мужем и его легионерами отплыла в Италию, чтобы присоединиться к революции 1848—1849 годов, где Гарибальди воевал против сил Австрийской империи. В феврале 1849 года Гарибальди приступил к обороне провозглашённой Римской республики против неаполитанской и французской интервенции, направленной на восстановление Папского государства. Анита присоединилась к мужу во время обороны Рима, который пал от осады французских войск 30 июня. После этого она с отрядом мужа пробивалась к Венецианской республике. Беременная и больная малярией, Анита умерла 4 августа 1849 года в 7:45 вечера в объятиях мужа на ферме около Равенны.
В 1859 году и Гарибальди добился от местного архиепископа разрешения на эксгумацию останков жены. Церемония передачи останков состоялась 20 сентября в Равенне. Вместе с Гарибальди на ней присутствовали его с Анитой дети: старший сын Менотти и дочь Тереза. 11 ноября останки Аниты были перезахоронены в Ницце, рядом с могилами матери Гарибальди и его с Анитой дочери Розы. В 1931 году останки Аниты вновь были эксгумированы и перезахоронены в Генуе на кладбище Стальено, рядом с могилами соратников Гарибальди Нино Биксио и Стефано Канцио. В 1932 году останки Аниты были эскгумированы в третий раз. 2 декабря специальный поезд доставил их в Рим, где они были торжественно захоронены под постаментом установленного в том же году конного памятника Аните Гарибальди. На церемонии перезахоронения присутствовал председатель Совета министров Италии Муссолини и иностранные делегации, в том числе из Бразилии, Уругвая, Польши, Венгрии, Франции, Греции, Кубы и Японии.

### Дети
В браке с Джузеппе Гарибальди родила сыновей Менотти (1840—1903) и Риччотти (1846—1924), а также дочерей Розу (1843—1845) и Терезу (1845—1903), вышедшую впоследствии замуж за генерала Стефано Канцио. Умерла во время пятой беременности.